# Karl Schenck zu Schweinsberg
Karl Ludwig Eberhard Freiherr Schenck zu Schweinsberg (* 17. Juni 1796 in Danzig; † 16. Februar 1869 in Erfurt) war ein preußischer Generalmajor sowie Herr auf Schmidthof und Loshausen.

## Leben

### Herkunft
Karl war ein Sohn des preußischen Majors Karl Georg Schenck zu Schweinsberg (1748–1806), der in der Schlacht bei Auerstedt gefallen war, und dessen Ehefrau Juliane Amalie, geborene von Rottenburg (1773–1817). Der preußische Generalmajor Johann Friedrich Schenck zu Schweinsberg (1750–1819) war sein Onkel.

### Militärkarriere
Schweinsberg besuchte das Berliner Kadettenhaus und wurde am 2. Juni 1813 als Portepeefähnrich dem 9. Reserve-Infanterie-Regiment der Preußischen Armee überwiesen. Während der Befreiungskriege kämpfte er bei den Belagerungen von Stettin, Wittenberg, Gorkum, Antwerpen und Soissons. Er nahm am Sturm auf Arnheim und den Schlachten bei Großbeeren, Dennewitz, Leipzig und Laon teil. Am 20. April 1814 kam er in das Klevesche Landwehr-Infanterie-Regiment und von dort am 26. Juni 1815 in das 2. Rheinische Landwehr-Infanterie-Regiment.
Nach dem Krieg wurde Schweinsberg am 31. Mai 1816 dem 34., am 31. Oktober 1816 dem 19. und am 1. Mai 1817 dem 27. Infanterie-Regiment aggregiert sowie am 14. Juni 1817 einrangiert. Am 31. März 1829 folgte seine Versetzung als Premierleutnant in das 31. Infanterie-Regiment. Dort avancierte Schweinsberg Mitte Dezember 1831 zum Hauptmann und Kompaniechef. Am 18. August 1837 wurde er mit Patent vom 13. Juni 1829 in das 10. Infanterie-Regiment versetzt. Schweinsberg wurde am 30. März 1840 zum Major befördert und zum Kommandeur des II. Bataillons im 7. Landwehr-Regiments ernannt. In dieser Stellung stieg er Mitte November 1848 zum Oberstleutnant, bevor er am 4. Dezember 1849 zum Kommandeur des 26. Infanterie-Regiment ernannt und am 19. April 1851 zum Oberst befördert wurde. Am 26. Oktober 1854 wurde Schweinsberg zum Kommandeur der 32. Infanterie-Brigade ernannt und am 7. Dezember 1854 à la suite seines bisherigen Regiments gestellt. Nachdem er am 12. Juli 1854 zum Generalmajor befördert worden war, erhielt Schweinsberg am 7. Mai 1857 das Kommando über die 16. Infanterie-Brigade. Unter Verleihung des Roten Adlerordens II. Klasse mit Eichenlaub wurde er am 14. Mai 1858 mit Pension zur Disposition gestellt. Er war Ehrenritter des Johanniterordens und starb am 16. Februar 1869 in Erfurt.

### Familie
Schweinsberg heiratete am 4. Juli 1835 in Gotha Agnes Madelung (1800–1891), die Witwe des Majors Karl Anton von Gilsa (1785–1833) zu Siebertshausen und Mutter von Leopold von Gilsa und Julius Friedrich von Gilsa. Aus der Ehe ging der Sohn Georg Karl (1836–1871) hervor, der als Hauptmann in Baden-Baden an seiner Verwundung verstarb, die er während der Belagerung von Belfort erlitten hatte.